# Percefleur de Lafresnaye
Diglossa lafresnayii
Espèce
Statut de conservation UICN

 LC  : Préoccupation mineure
Le Percefleur de Lafresnaye (Diglossa lafresnayii) est une espèce de passereau de la famille des Thraupidae.

## Répartition
Son aire de répartition comprend la Colombie, l'Équateur, le Pérou et le Venezuela.